# Басов, Сергей Владимирович
Серге́й Влади́мирович Ба́сов (род. 4 марта 1963, Москва, СССР) — советский и российский футболист, нападающий.

## Карьера
Воспитанник московской ФШМ. Первый тренер — Б. Е. Яковлев. В 1980—1984 годах выступал за дубль ЦСКА. За основную команду провёл единственный матч 6 ноября 1983 года против тбилисского «Динамо» (0:1), заменив Юрия Чеснокова на 68-й минуте. В 1985—1992 годах защищал цвета «Сокола». В 1992 году переехал в Польшу, подписав контракт с клубом элитного дивизиона «Шлёнск». В 1994 году вернулся в «Сокол». В 1995 году перешёл в лискинский «Локомотив». Завершил карьеру в саратовском «Салюте» в 1997 году.

## Достижения
- Победитель 3-й зоны Второй лиги: 1986
- Серебряный призёр Второй лиги (2): 1987 (3-я зона), 1989 (1-я зона)
- Бронзовый призёр 3-й зоны Второй лиги: 1985
- Серебряный призёр 2-й зоны Третьей лиги: 1995